# Biroella moszkowskii
Biroella moszkowskii is een rechtvleugelig insect uit de familie Morabidae. De wetenschappelijke naam van deze soort is voor het eerst geldig gepubliceerd in 1914 door Bolívar.